# جوستين ديفيدسون
جوستين ديفيدسون (بالإنجليزية: Heath Davidson) هو لاعب كرة مضرب أسترالي، ولد في 9 مايو 1987 في أستراليا.

## وصلات خارجية
- جوستين ديفيدسون على موقع الاتحاد الدولي لكرة المضرب (الإنجليزية)
- جوستين ديفيدسون على موقع اتحاد التنس الأسترالي (الإنجليزية)
- جوستين ديفيدسون على موقع Paralympic.org (الإنجليزية)
- جوستين ديفيدسون على موقع اللجنة البارالمبية الأسترالية (الإنجليزية)